# Automat Büchiego

Niedetermistyczny automat Büchiego który rozpoznaje (0∪1)*0^{ω}

Automat Büchiego (ang. Büchi automaton) to rozszerzenie automatu skończonego na słowa nieskończone. Automat Büchiego składa się z:
- alfabetu,
- zbioru stanów z wyróżnionym stanem startowym oraz podzbiorem stanów akceptujących,
- funkcji przejścia, która pobiera aktualny stan oraz literę alfabetu i zwraca nowy stan (deterministyczne automaty Büchiego), lub relacji przejścia, która może zwracać wiele stanów (niedeterministyczne automaty Büchiego).

Słowo (nieskończone) jest akceptowane przez automat Büchiego, jeśli stan akceptujący wystąpi w tym słowie nieskończenie wiele razy.
W przeciwieństwie do zwykłych automatów skończonych, gdzie automaty deterministyczne i niedeterministyczne miały taką samą moc, niedeterministyczne automaty Büchiego są silniejsze od deterministycznych.
Niedeterministyczne automaty Büchiego są zamknięte ze względu na dopełnienie, przecięcie i alternatywę.
Dopełnienie automatu deterministycznego może być automatem niedeterministycznym.

## Algorytm budowania dopełniania automatu
Poniższy algorytm nie jest poprawny dla dowolnych niedeterministycznych automatów Buchiego.
Poprawne konstrukcje, np. Safry, są znacznie bardziej skomplikowane.
Jeżeli {\displaystyle X} jest zbiorem stanów akceptowalnych, a {\displaystyle Y} jest zbiorem stanów nieakceptowalnych danego języka,
to stwórzmy zbiór stanów {\displaystyle Y',} taki że:
- dla każdego stanu {\displaystyle A} z {\displaystyle Y} stwórzmy stan {\displaystyle A'} z {\displaystyle Y',}
- dla każdego przejścia {\displaystyle A{\overset {_{a}}{\rightarrow }}B} (gdzie {\displaystyle B} należy do {\displaystyle Y}) dodajmy przejście {\displaystyle A{\overset {_{a}}{\rightarrow }}B',}
- dla każdego przejścia {\displaystyle A{\overset {_{a}}{\rightarrow }}B} (gdzie {\displaystyle A} i {\displaystyle B} należą do {\displaystyle Y}) dodajmy przejście {\displaystyle A'{\overset {_{a}}{\rightarrow }}B'.}
- Oznaczmy wszystkie stany z {\displaystyle Y'} jako akceptowalne.

Jeśli automat ten wejdzie w dowolny stan z {\displaystyle Y',} to nigdy tego zbioru nie opuści, czyli w szczególności nigdy nie wejdzie w stan z {\displaystyle X} – a więc zaakceptuje tylko słowa nienależące do oryginalnego języka.
Jeśli jakieś słowo nie jest akceptowane przez automat oryginalny, to od pewnego momentu wszystkie stany należą do {\displaystyle Y.} Weźmy dowolne przejście po tym miejscu i zmieńmy je na przejście z {\displaystyle Y} do {\displaystyle Y',} i „poprimujmy” wszystkie następne przejścia. Automat ten będzie więc w {\displaystyle Y'} nieskończenie często, czyli zaakceptuje słowo.

## Algorytm budowania alternatywy automatów
Alternatywę automatów Büchiego można zbudować tak samo jak alternatywę zwykłych automatów skończonych – za zbiór stanów przyjmujemy zbiór par {\displaystyle (A,B),} gdzie {\displaystyle A} jest stanem pierwszego automatu, {\displaystyle B} zaś stanem drugiego, relacją przejść jest natomiast zbiór {\displaystyle (A,B){\overset {_{a}}{\rightarrow }}(C,D),} takich że {\displaystyle A{\overset {_{a}}{\rightarrow }}C} w pierwszym automacie, {\displaystyle B{\overset {_{a}}{\rightarrow }}D} zaś w drugim.
Zbiór stanów akceptujących składa się z tych stanów {\displaystyle (A,B),} gdzie albo {\displaystyle A} jest akceptujący w pierwszym automacie, albo {\displaystyle B} w drugim.
Uruchomienie takiego automatu jest równoważne uruchomieniu pary automatów na tym samym słowie, przy czym jeśli jeden z tych automatów akceptuje słowo, to automat alternatywy również je zaakceptuje (będzie miał nieskończenie wiele stanów {\displaystyle (A,B),} gdzie A lub B są akceptujące). Jeśli zaś żaden z 2 automatów nie zaakceptuje słowa, to automat alternatywy będzie miał skończenie wiele stanów akceptujących, czyli też go nie zaakceptuje.

## Algorytm budowania przecięcia automatów
Budowanie przecięcia jest trudniejsze – nie możemy po prostu za stany akceptujące przyjąć pary stanów, które są akceptujące w obu automatach. Być może na przemian występują raz stan akceptujący lewego, a potem stan akceptujący prawego (wyobraźmy sobie np. parę automatów akceptujących słowa jeden z nieskończoną ilością 0, a drugi z nieskończoną ilością 1).
Konstrukcja zakłada więc budowanie trójek {\displaystyle (A,B,X),} gdzie {\displaystyle A} i {\displaystyle B} to stany automatów składowych, {\displaystyle X} zaś to liczba od 0 do 2, taka że:
- Jeśli {\displaystyle X=0} i {\displaystyle A} jest akceptujący, zmień {\displaystyle X} na 1.
- Jeśli {\displaystyle X=1} i {\displaystyle B} jest akceptujący, zmień {\displaystyle X} na 2.
- Stany z {\displaystyle X=2} są akceptujące. Jeśli {\displaystyle X=2,} zmień {\displaystyle X} na 0.
- W przeciwnym wypadku nie zmieniaj {\displaystyle X.}

Automat taki działa na zasadzie:
- najpierw szukamy w ciągu stanów stanu akceptowanego przez pierwszy automat,
- szukamy dalej, aż znajdziemy stan akceptowany przez drugi automat,
- ustawiamy na moment stan na akceptujący.

Jeśli oba automaty składowe zaakceptują nieskończenie wiele razy, zrobi to też automat przecięcia. Jeśli któryś z nich zaakceptuje co najwyżej skończenie wiele razy, automat przecięcia do końca będzie miał stan z {\displaystyle X=0} lub z {\displaystyle X=1.}

## Przykład
Weźmy na przykład alfabet złożony ze znaków 0 i 1. Niech automat Büchiego ma stany {\displaystyle A} i {\displaystyle B,} przy czym {\displaystyle A} jest startowy, {\displaystyle B} jest akceptujący, a przejścia to (1 odwraca stan, 0 zachowuje):
{\displaystyle A{\overset {_{0}}{\rightarrow }}A,}
{\displaystyle A{\overset {_{1}}{\rightarrow }}B,}
{\displaystyle B{\overset {_{0}}{\rightarrow }}B,}
{\displaystyle B{\overset {_{1}}{\rightarrow }}A.}
Nieskończone słowa akceptowane przez ten język to te, w których stan B występuje nieskończenie wiele razy, czyli albo 1 występuje nieskończenie wiele razy (słowo nie kończy się samymi zerami), albo w słowie jest skończenie wiele jedynek, ale ostatnia jedynka zmieniła stan automatu z {\displaystyle A} na {\displaystyle B.} Czyli język akceptuje słowa w których:
- jedynek jest nieskończenie wiele,
- lub jedynek jest nieparzysta liczba.

Zmieniając stan startowy z A na B, uzyskalibyśmy język słów nieskończonych, w których:
- jedynek jest nieskończenie wiele lub
- jedynek jest parzysta liczba.